# Biota
Der Ausdruck Biota bezeichnet alle Lebewesen der Umwelt (Pflanzen, Tiere, Pilze und Mikroorganismen).
Im überkommenen Sinn wird der Mensch nicht den Biota zugeordnet, sondern trotz seiner Abhängigkeit von den Funktionen der Ökosysteme wegen der sozialen und wirtschaftlichen Verknüpfungen separat betrachtet.
Im taxonomischen Sinn umfasst der Begriff aus Gründen der Kladistik auch den Menschen (die Gattung Homo), und damit alle Lebewesen (synonymer Begriff). Nicht zu den Biota gerechnet werden dagegen die Viren.

## Funktion
Biota sind die lebenden Grundbausteine der Ökosysteme. Einflüsse auf die Umwelt prägen sich im ersten Schritt als stoffliche Veränderungen oder Verhaltensänderungen von Einzellebewesen aus, die in Folge zu individuellen Schädigungen führen können. Diese können aufgrund der funktionalen Einbindung der Biota in die Ökosysteme Auslöser für ökosystemare Veränderungen sein. Deshalb und darüber hinaus wegen ihrer Funktion als Genressource, aus ethischen Gründen und letztlich zum Wohl des Menschen sind sie ein zu schützendes Umweltmedium. Eingeschleppte, gebietsfremde Arten werden auch als Neobiota bezeichnet.